# ويليام ماير
ويليام ماير (12 يناير 1883 في المملكة المتحدة - 1 أكتوبر 1953 في المملكة المتحدة) (بالإنجليزية: William Meyer)‏ هو لاعب كريكت بريطاني (وحمل سابقاً جنسية المملكة المتحدة لبريطانيا العظمى وأيرلندا). لعب مع نادي مقاطعة غلوستر للكريكت ‏.

## وصلات خارجية
- ويليام ماير على موقع إي آس بي آن كريك إنفو (الإنجليزية)